# Монтескьё, Шарль Луи де
Шарль Луи́ де Секонда́, барон де Ла Бред и де Монтескьё (Монтескьё́; фр. Charles Louis de Secondat, Baron de La Brède et de Montesquieu; 18 января 1689, Жиронда, Франция — 10 февраля 1755, Париж, Франция) — французский философ, правовед и писатель эпохи Просвещения, один из зачинателей идеологии либерализма. Разработал доктрину о разделении властей. Менее известен как автор прозаических пасторалей и салонной литературы в стиле рококо.

## Биография
Родился в родовом замке Ла-Бред под Бордо в семье чиновника из рода Секонда Жака де Секонда (1654—1713), выслужившего дворянство в XVI веке. Его мать Мари Франсуаза де Песнель (1665—1696), носила титул баронства Ла-Бред в семье Секонда, она умерла, когда ему было семь лет. В 1705 окончил коллеж ораторианцев. Изучал право в Бордо и Париже.
В 1714 году стал советником парламента Бордо. В 1715 году женился на Жанне де Лартиг (протестантского вероисповедания), которая родила ему троих детей. В 1716 после смерти дяди унаследовал должность вице-президента парламента Бордо и титул барона. Государственная служба вскоре стала его тяготить. В 1726 году, оставив должность президента парламента Бордо, посвятил себя занятиям наукой.
За исключением недолгого увлечения светской жизнью в столице, Монтескьё вёл простую уединённую жизнь. Как владелец родового поместья, сохранял корпоративные убеждения парламентской аристократии. Он представлял собой уже редко встречавшийся в то время тип французского аристократа, не дававшего уловить себя соблазнам версальского двора, и стал учёным в духе дворянской независимости.
Большие путешествия по Европе, предпринятые Монтескьё в 1728—1731 годах, имели характер серьёзных исследовательских поездок. С октября 1728 по апрель 1731 гг. он жил преимущественно в Лондоне. Инициация в масонскую ложу «Горн», досточтимым мастером которой на тот момент являлся герцог Норфолкский, состоялась 12 мая 1729 года. «Бритиш Джорнэл» написала об этом событии спустя четыре дня — 16 мая того же года. В течение 1734—1735 годов поступали сообщения об участии Монтескьё в масонских собраниях, которые публиковались в различных изданиях.
Приезжая во французскую столицу, Монтескьё активно посещал литературные салоны и клубы. Вёл дневник, впоследствии изданный. Незадолго перед смертью в 1752 году Монтескьё закончил «Опыт о вкусе», посмертно опубликованный в 7 томе «Энциклопедии» (1757).

## Политико-правовое учение
Своё центральное произведение, над которым он работал более двадцати лет, — трактат «О духе законов», — Монтескьё опубликовал в Швейцарии анонимно.
Главная тема всей политико-правовой теории Монтескьё и основная ценность, отстаиваемая в ней, — политическая свобода. К числу необходимых условий обеспечения этой свободы относятся справедливые законы и надлежащая организация государственности. Свобода, считал Монтескьё, может быть обеспечена лишь законами: «Свобода есть право делать всё, что дозволено законами». Он настаивал на связи законов с климатом: «От различия в потребностях, порождаемого различием климатов, происходит различие в образе жизни, а от различия в образе жизни — различие законов».
Развивая идеи Полибия, Монтескьё устанавливает соответствия между законами и принципами правления. Под принципом правления он понимает основополагающую страсть, которая приводит в движение ту или иную форму правления. Для республики таковой является политическая добродетель, для монархии — честь, а для деспотии — страх.
Монтескьё стоял у истоков идеи разделения властей: в любом современном государстве должны быть разделены власть законодательная, власть исполнительная и власть судебная. При этом исполнительную власть возглавляет глава государства (монарх или президент).

## Значение
Монтескьё сформулировал основополагающие принципы политического либерализма — такие, как отделение государства от гражданского общества, разделение властей, а также приоритет индивидуальной свободы, базирующийся на принципах естественного права.
Ещё при жизни Монтескьё обрёл всеевропейскую известность как одна из ключевых фигур века Просвещения. В воззрениях Монтескьё и Джона Локка усматриваются истоки либерализма как государственной идеологии. Среди непосредственных продолжателей либерального учения Монтескьё — итальянский правовед Чезаре Беккариа и шотландский экономист Адам Смит.
Монтескьё, Джон Локк и Жан-Жак Руссо считаются основоположниками современных теорий представительной демократии. Монтескьё сформулировал идею разделения властей, которая лежит в основе любого современного демократического государства.
Политические и правовые идеи Монтескьё оказали непосредственное влияние на составителей Конституции США, конституционное законодательство периода Великой французской революции, на Гражданский кодекс Франции 1804 г.
Наряду с Генри Боклем, немецким географом Фридрихом Ратцелем и швейцарским социологом российского происхождения Львом Мечниковым Монтескьё был приверженцем географической школы, сторонники которой приоритет в развитии цивилизации отдавали условиям географической и биологической сред.
В качестве экономиста Монтескьё считается предтечей количественной теории денег, которую развивали Дэвид Юм, Джон Кейнс, Ирвинг Фишер, Милтон Фридман, Артур Пигу и др.

## Почести
Член Французской академии (1728), Лондонского королевского общества (1730), иностранный член Берлинской академии наук (1746).

## Сочинения
- «Персидские письма», 1721.
- «Книдский храм» (фр. Le Temple de Gnide), 1725
- «Размышления о причинах величия и падения римлян», 1734
- «О духе законов», 1748
- «Опыт о вкусе», 1753
- Размышления об универсальной монархии в Европе. Избранные мысли / Пер. с фр. — М.: Весь Мир, 2021. — 120 с.

### Переводчики на русский язык
- Алексей Поленов
- Антиох Кантемир (перевод не сохранился)
- Фёдор Поспелов
- Ефим Рознотовский
- Всеволод Гаршин
- Василий Крамаренков
- Е. Корнеев
- П. Николаев
- С. Башилов
- Страхов, Николай Иванович[9]
- Егор Чиляев
- А. Воейкова
- Языков, Дмитрий Иванович
- Горнфельд, Аркадий Георгиевич